# Almaty Cup
L'Almaty Cup è stato un torneo professionistico di tennis maschile giocato sul cemento, che faceva parte dell'ATP Challenger Tour. Si giocava annualmente ad Almaty in Kazakistan dal 2007 al 2009.

## Albo d'oro

### Singolare
| Anno     | Campione         | Finalista          | Score         |
| -------- | ---------------- | ------------------ | ------------- |
| 2009     | Ivan Serheev     | Dustin Brown       | 6–3, 5–7, 6–4 |
| 2008     | Sebastián Decoud | Alex Bogomolov Jr. | 6–4, 6–2      |
| 2007 (2) | Simon Greul (2)  | Jun Woong-sun      | 6–3, 6–2      |
| 2007     | Simon Greul (1)  | Daniel Brands      | 6–4, 6–2      |

### Doppio
| Anno     | Campione                                   | Finalista                             | Score               |
| -------- | ------------------------------------------ | ------------------------------------- | ------------------- |
| 2009     | Denys Molčanov (1) Yang Tsung-hua          | Pierre-Ludovic Duclos Aleksej Kedrjuk | 4–6, 7–6(5), [11–9] |
| 2008     | Alexandre Krasnoroutsky Denys Molčanov (1) | Syrym Abdukhalikov Alex Bogomolov Jr. | 3–6, 6–3, [10–2]    |
| 2007 (2) | Teodor-Dacian Crăciun Florin Mergea        | Alexey Kedryuk Alexander Kudryavtsev  | 6–2, 6–1            |
| 2007     | Kamil Čapkovic Ivan Dodig                  | Aleksej Kedrjuk Aleksandr Kudrjavcev  | 6–2, 3–6, [10–7]    |